# クレージーの無責任清水港
『クレージーの無責任清水港』（クレージーのむせきにんしみずみなと）は、1966年に制作されたクレージーキャッツ主演作品。「時代劇シリーズ」第3作で、「無責任」の文字を冠した最後のクレージー映画。なお本作のタイトルは予告編やポスターでは『クレージーの無責任清水港』だが、本編では『無責任清水港』となっている。

## ストーリー
追分の三五郎は、手持ちの金を使い果たして腹ペコ。ある飯屋で無銭飲食をして牢に入れられるが、そこで清水次郎長の子分森の石松と出会い、意気投合する。その後二人は釈放される事になったが、牢暮らしが気に入っている三五郎は釈放を拒否する。その後も得意の牢抜け術で夜な夜な街へ出ては飲み食いしていたが、その事でお上の信用が落ちると三五郎はとうとう牢から叩き出されてしまう。行き着いた先で再会した石松の家へわらじを脱いだ三五郎は、次郎長一家と敵対する鷹岡の勘介一家との闘争に巻き込まれていく･･････

## エピソード
- 坪島監督によれば、会社からいきなり脚本を渡され、「スタッフももう準備してるから、君これを撮ってくれないか」と依頼されたとのこと。しかもその脚本は、三五郎と石松が出会う牢屋の場面の途中までしか書かれていなかった。また、クレージーキャッツのスケジュール上、（通常30～35日かけて完了する）撮影に割ける時間は20日間、というハードなものだった。

- 脚本が完成せず、その日撮影するシーンの脚本が当日の朝届く、といった状態のまま撮影は進められたが、クランクアップの一週間前に脚本の最後の部分が届き、確認したところ、クレージーの一員である犬塚弘の演じる役が存在しないことが判明。衣装の用意も無かったため、あわてて“追分の三四郎”という、衣装の流用のきく偽者の役をこしらえたとのことである。

- 結局、撮影終了まで（正式なタイトルが表紙に記され、すべての場面が載っている）完成した形の脚本は存在せず、坪島監督も正式なタイトルをハッキリと把握しないまま制作は進み、『無責任清水港』のタイトルのまま作品は完成。試写の際に「クレージーの」が抜けていることに、スタッフ全員がようやく初めて気づいたという。

## スタッフ
- 製作：渡辺晋、藤本真澄
- 脚本：小国英雄
- 撮影：小泉福造
- 美術：育野重一
- 録音：刀根紀雄
- 照明：高島利雄
- 音楽：萩原哲晶、宮川泰
- 整音：下永尚
- 監督助手：坂野義光
- 編集：武田うめ
- 殺陣：久世竜
- 現像：東京現像所
- 製作担当者：山田順彦
- 監督：坪島孝

※映画クレジット順

## キャスト
- 追分の三五郎：植木等
- 森の石松：谷啓
- 清水次郎長：ハナ肇
- お蝶：団令子
- お雪：浜美枝
- 横山隼人：田崎潤
- 大政：平田昭彦
- 大河原玄蕃：藤木悠
- 追分の三四郎：犬塚弘
- 紋太：桜井センリ
- 清次：石橋エータロー
- 新助：安田伸
- 大瀬半五郎：土屋嘉男
- お美代：高橋紀子
- お杉：横山道代
- 大場の熊蔵：小杉勇
- 亀吉：加藤春哉
- 多吉：田武謙三
- 松造：沢村いき雄
- 法印大五郎：石田茂樹
- 小政：中山豊
- 囚人：谷晃
- 桶屋の鬼吉：桐野洋雄
- 囚人：大村千吉
- 早立ちの旅人：大友伸
- 牢番頭：向井淳一郎
- 鷹岡の勘介：松本染升
- 勘助の子分：岩本弘司
- 増川仙右衛門：当銀長太郎
- 勘助の女：塩沢とき
- 囚人/勘助の子分：大前亘
- 次郎長の子分：丸山謙一郎、鈴木治夫
- 勘助の子分：坂本晴哉
- 早立ちの旅人：澁谷英男
- 次郎長の子分：緒方燐作
- 勘助の子分：宇畄木耕嗣、権藤幸彦、上西弘次
- 関東綱五郎：関田裕
- 勘助の子分：山口博義、宇仁貫三、内海進、中西英介
- 次郎長の子分：小川光男

※ノンクレジット
- 賭場の客：安芸津宏、吉頂寺晃
- 野次馬：岡豊、勝部義夫、古谷敏

## 挿入歌
- 民謡『小諸馬子唄～ちゃっきり節』
  - 歌：植木等

- 『遺憾に存じます』
  - 作詞：青島幸男、作曲：萩原哲晶、歌：植木等・谷啓

歌詞はレコード発売されていたものとは違い、本編の内容に合わせた替え唄となっている。
- 『たそがれ忠治―義理と人情』
  - 作詞：鎌田州見雄、作曲：萩原哲晶、歌：植木等

後に「たそがれ忠治」としてレコード発売されたものとは歌詞が異なり、シニカルかつドライな内容となっている。

## 同時上映
『社長行状記』
- 脚本：笠原良三／監督：松林宗恵／主演：森繁久彌
- 『社長シリーズ』第24作。
- 『社長シリーズ』とクレージー映画のカップリングは初。

## 参考資料
- DVD『クレージーの無責任清水港』音声特典・坪島孝監督によるオーディオ・コメンタリー（2006年・東宝ビデオ）
  - 特に「エピソード」の項は、このコメンタリーに拠った。続編『クレージーの殴り込み清水港』や他の監督作品などについても、合わせて語っている。